# Cynoglossum divaricatum
Cynoglossum divaricatum är en strävbladig växtart som beskrevs av Christian Friedrich Stephan och Lehmann. Cynoglossum divaricatum ingår i släktet hundtungor, och familjen strävbladiga växter. Inga underarter finns listade i Catalogue of Life.